# JR貨物U29A形コンテナ
U29A形コンテナ（U29Aがたコンテナ）は、日本貨物鉄道（JR貨物）輸送用として籍を編入している20ft級・標準内容積29m3の私有コンテナ（ドライコンテナ）である。

## 概要
本形式の数字部位 「 29 」は、コンテナの容積を元に決定される。このコンテナ容積29 m3の算出は、厳密には端数四捨五入計算の為に、内容積28.5 m3 - 29.4 m3の間に属するコンテナが対象となる。また形式末尾のアルファベット一桁部位「A」は、コンテナの使用用途（主たる目的）が「普通品の輸送」を表す記号として付与されている。

## 特記事項
日本国有鉄道時代に運用されていたUC5形の後継形式として使用された。製造は、日本車両製造(名義上)、東急車輛製造大阪製作所である。しかし、古い物は登場以来20年余りの歳月及び、内容積のより多い他同類形式へ置き換えやトラック輸送への転換により、 1 - 36 間に登録されている多くのコンテナが現役運用を外れ、事実上の運用停止状態となっていると思われる。

## 番台毎の概要

### 0番台
- 1 : 中越通運所有。総重量10t。
- 2・3 : （不明）
- 4 - 6 : 中越通運所有。総重量10t。
- 7 : （不明）
- 8 - 12 : 中越通運所有。総重量10t。

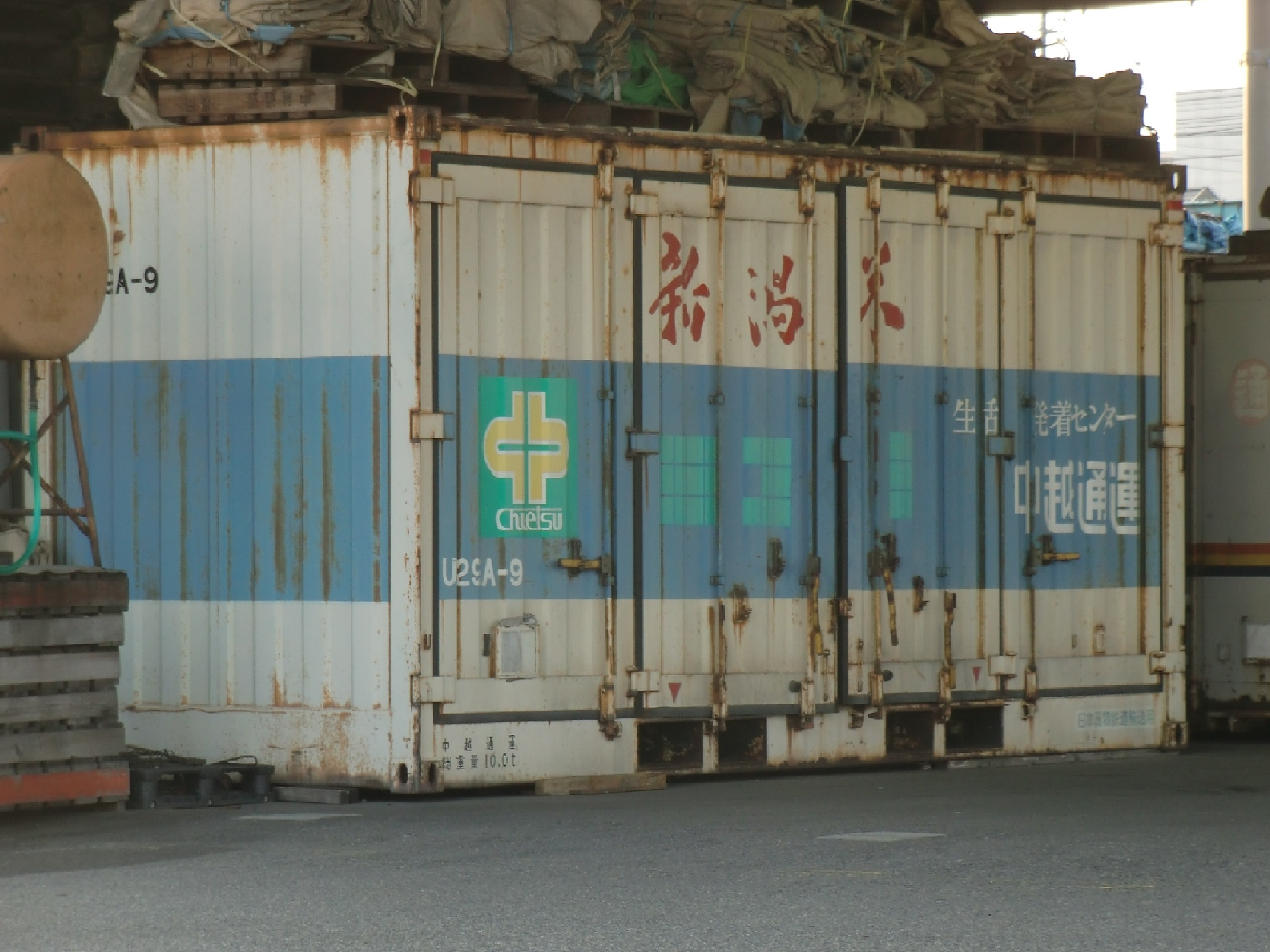
U29A-9 中越通運所有。

- 13 : （不明）
- 14・15 : 中越通運所有。総重量10t。
- 16 : （不明）
- 17 : 岡山県貨物運送所有。総重量11t。
- 18 : （不明）
- 19 : 岡山県貨物運送所有。総重量11t。

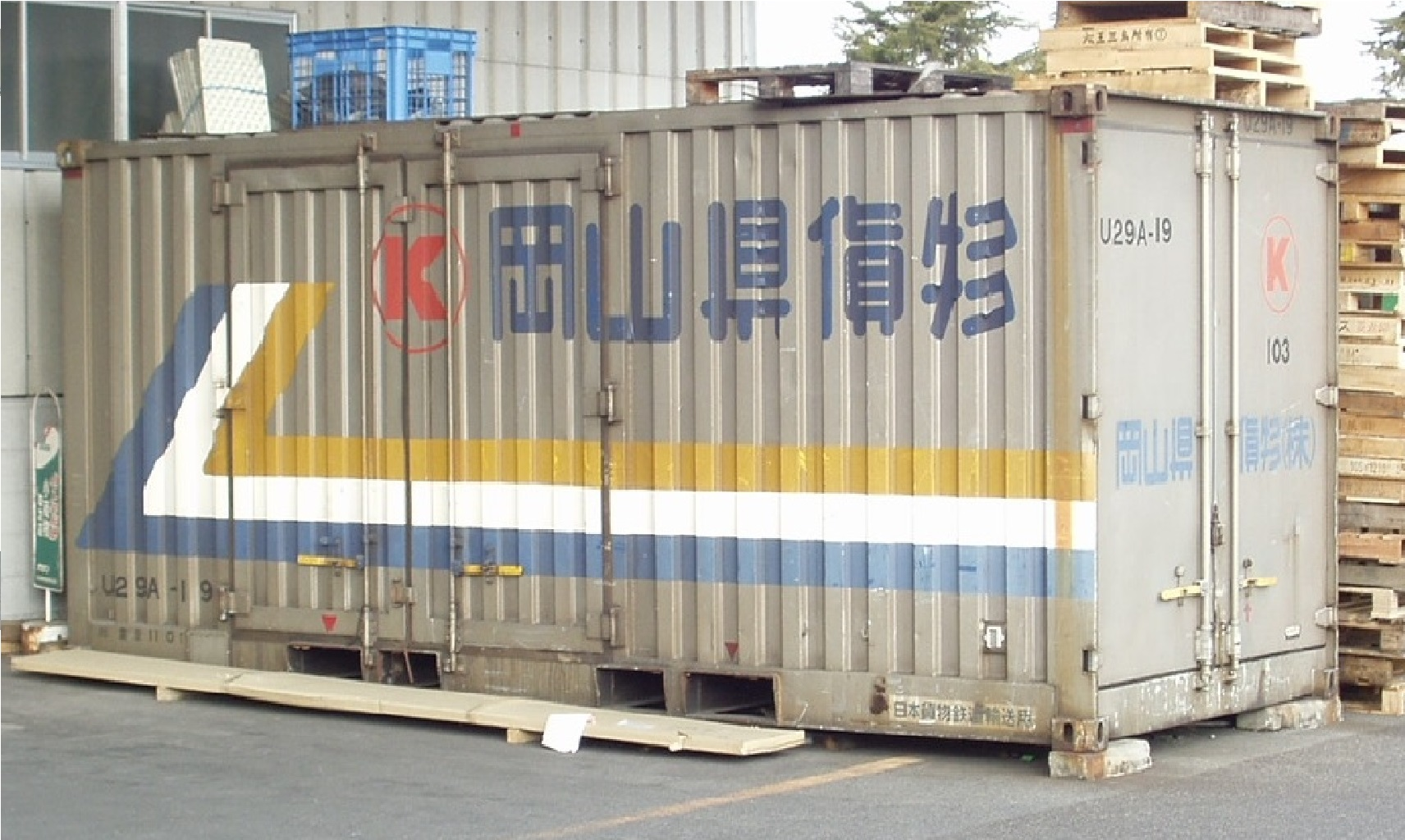
U29A-19 岡山県貨物運送所有。

- 20 : （不明）
- 21 : 岡山県貨物運送所有。総重量11t。
- 22・23 : （不明）
- 24 : 岡山県貨物運送所有。総重量11t。
- 25・26 : （不明）
- 27 - 30 : 松岡満運輸所有。総重量11t。

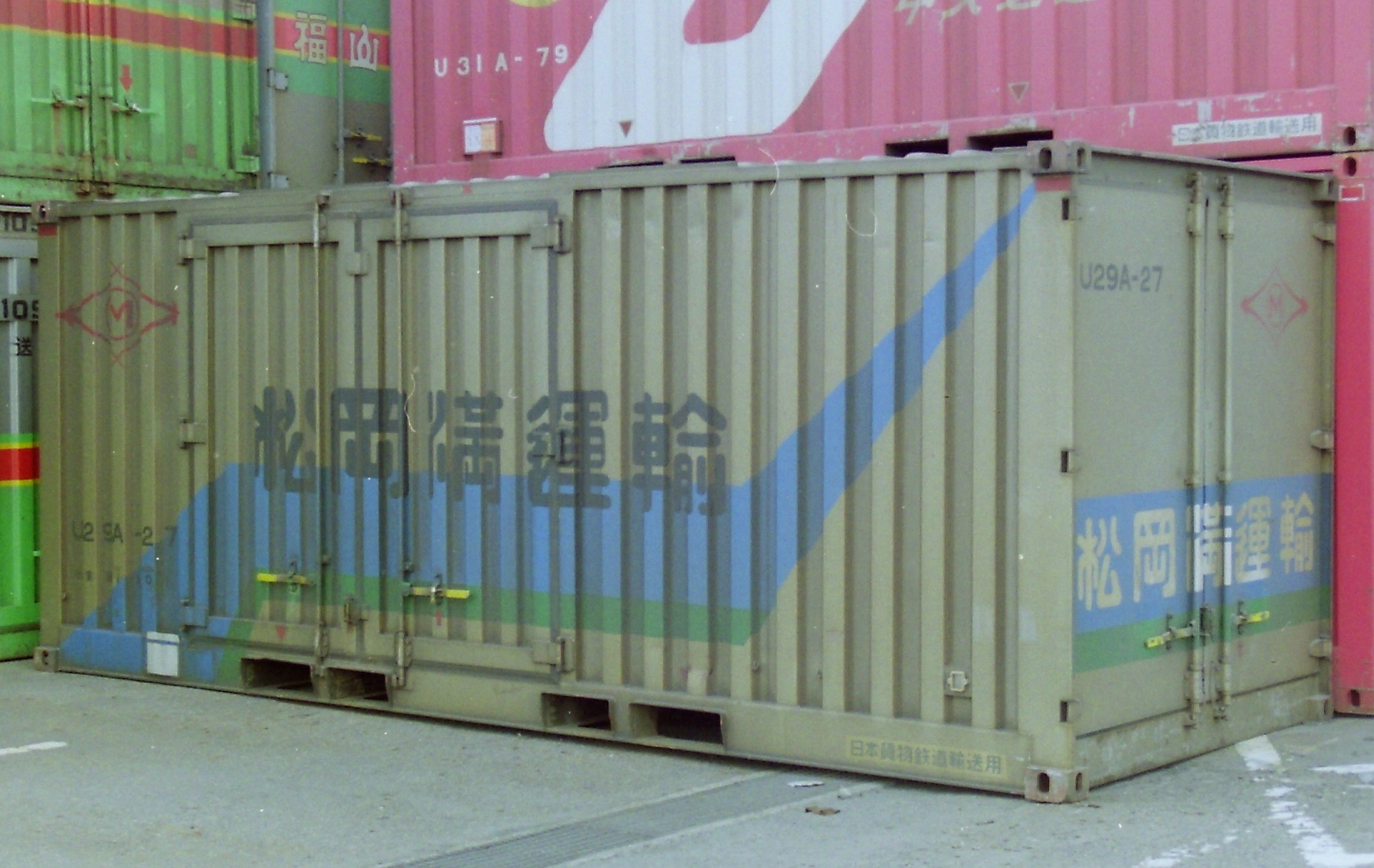
U29A-27 松岡満運輸所有。

- 31 : （不明）
- 32 : 松岡満運輸所有。総重量11t。
- 33 : （不明）
- 34 : 松岡満運輸所有。総重量11t。
- 35 : （不明）
- 36 : 松岡満運輸所有。総重量11t。
- 37 : 日本通運松江支店所有（日立金属借受）。総重量12.3t。
- 38 : （不明）
- 39 - 42 : 日本通運松江支店所有（日立金属借受）。総重量12.3t。